# Monika Michalik
Monika Ewa Michalik (Międzyrzecz, 2 de maig de 1980) és una esportista polonesa que competeix en lluita estil lliure.
Va participar en tres Jocs Olímpics d'Estiu, obtenint una medalla de bronze en Rio de Janeiro 2016, en la categoria de 63 kg, el 5è lloc en Londres 2012 i el 8º lloc en Pequín 2008.
Va guanyar dues medalles de bronze al Campionat Mundial de Lluita, en els anys 2006 i 2007, i 10 medalles al Campionat Europeu de Lluita entre els anys 2002 i 2017.

## Palmarès internacional
| Jocs Olímpics     | Jocs Olímpics             | Jocs Olímpics | Jocs Olímpics |
| Any               | Lloc                      | Medalla       | Categoria     |
| ----------------- | ------------------------- | ------------- | ------------- |
| 2016              | Rio de Janeiro ( Brasil)  | 3             | Lliure 63 kg  |
| Campionat Mundial |                           |               |               |
| Any               | Lloc                      | Medalla       | Categoria     |
| 2006              | Canton ( R.P. de la Xina) | 3             | Lliure 63 kg  |
| 2007              | Bakú ( Azerbaidjan)       | 3             | Lliure 63 kg  |
| Campionat Europeu |                           |               |               |
| Any               | Lloc                      | Medalla       | Categoria     |
| 2002              | Seinäjoki ( Finlàndia)    | 2             | Lliure 59 kg  |
| 2003              | Riga ( Letònia)           | 1             | Lliure 59 kg  |
| 2005              | Varna ( Bulgària)         | 1             | Lliure 63 kg  |
| 2006              | Moscou ( Rússia)          | 2             | Lliure 63 kg  |
| 2007              | Sofia ( Bulgària)         | 3             | Lliure 63 kg  |
| 2008              | Tampere ( Finlàndia)      | 3             | Lliure 63 kg  |
| 2009              | Vílnius ( Lituània)       | 1             | Lliure 63 kg  |
| 2012              | Belgrad ( Sèrbia)         | 3             | Lliure 63 kg  |
| 2013              | Tbilisi ( Geòrgia)        | 2             | Lliure 63 kg  |
| 2017              | Novi Sad ( Sèrbia)        | 1             | Lliure 63 kg  |